# JSD Partizan Beograd
Jugoslovensko sportsko društvo Partizan Beograd je osnovano 4. listopada 1945. godine u Beogradu, pod nazivom Fiskulturno društvo Centralnog doma Jugoslovenske armije Partizan. Godine 1950. Partizan se preustrojava i postaje športsko društvo, a njegove sekcije postaju klubovi te osim pripadnika JNA okupljaju i ostale građane. Na godišnjoj skupštini 1960. godine naziv društva je dopunjen u Jugoslovensko sportsko društvo Partizan. Najtrofejnije je športsko društvo u Srbiji.

## Sportski klubovi
- FK Partizan Beograd, nogometni klub
- PK Partizan Beograd, plivački klub
- VK Partizan Beograd, vaterpolski klub
- KK Partizan Beograd, košarkaški klub
- OK Partizan Beograd, odbojkaški klub
- HK Partizan Beograd, hokejaški klub
- AK Partizan Beograd, atletski klub
- BK Partizan Beograd, biciklistički klub
- TK Partizan Beograd, teniski klub